# Portia Modise
Portia Modise (* 20. Juni 1983 in Soweto) ist eine ehemalige südafrikanische Fußballspielerin. Sie spielte von 2000 bis 2015 für die südafrikanische Nationalmannschaft, deren Rekordspielerin sie bis 2016 war. Zudem ist sie mit 101 Toren afrikanische Rekordtorschützin.

## Werdegang

### Vereine
Modise spielte zunächst mit Jungen in ihrer Nachbarschaft, als sie acht Jahre alt war. 1993 ging sie als Stürmerin zu den Soweto Rangers und anschließend zu den Jomo Cosmos’ ladies. 2007 wechselte sie nach Europa und spielte für den dänischen Erstligisten Fortuna Hjørring. In ihrer ersten Saison in Dänemark erzielte sie zwei Tore. 2009 und 2010 gewann sie die dänische Meisterschaft sowie 2008 den dänischen Pokal. In der Saison 2008/09 lag sie in der Torschützinnenliste mit 15 Toren zusammen mit zwei anderen Spielerinnen auf dem 3. Platz. In der UEFA Women’s Champions League 2009/10 erreichte sie mit den Däninnen das Achtelfinale. Dort trafen sie auf Olympique Lyon. Nach einem 0:1 im Heimspiel verloren sie das Rückspiel mit 0:5. Da Lyon die beiden norwegischen Spielerinnen Christine Nielsen und Isabell Herlovsen nach der Transferphase verpflichtet hatten, legte Fortuna Protest ein, dem die UEFA stattgab und das Spiel mit 3:0 für Fortuna Hjørring wertete. Hierdurch wären die Däninnen ins Viertelfinale eingezogen. Dagegen legte Olympique Lyon Beschwerde beim Internationalen Sportgerichtshof ein, dem stattgegeben wurde. Gemäß Regelwerk der FIFA hätte Lyon die beiden Spielerinnen nicht verpflichten und einsetzen dürfen. Lyon bekam aber mit der Begründung Recht, dass die Regularien der FIFA nur für Profis gelten, die französische Liga jedoch eine Amateurliga sei. Lyon durfte daher im Viertelfinale spielen, wogegen für Fortuna die Champions-League-Saison beendet war. Danach kehrte Modise nach Südafrika zurück.

### Nationalmannschaft
Modise war Mannschaftskapitänin der südafrikanischen U-19-Mannschaft „Basetsane Basetsane“, als sie im Jahr 2000 für die A-Nationalmannschaft nominiert wurde. Ihre ersten Länderspiele machte sie bei der Fußball-Afrikameisterschaft der Frauen 2000 in ihrer Heimat Südafrika, wo sie in allen Spielen eingesetzt wurde und das Finale gegen Titelverteidiger Nigeria erreichte. Das Finale wurde aber beim Stand von 0:2 in der 73. Spielminute abgebrochen, da südafrikanische Fans eine Linienrichterin mit Flaschen und anderen Gegenständen beworfen hatten. Da das Spiel auch nach drei Versuchen nicht wieder angepfiffen werden konnte, wurde Nigeria vom afrikanischen Verband zum Sieger erklärt. Gemäß südafrikanischem Verband schoss sie im Gruppenspiel gegen Simbabwe ihr erstes Länderspieltor, wogegen in der RSSSF-Statistik des Turniers andere Torschützinnen genannt werden.
Zwei Jahre später scheiterte sie mit der Nationalmannschaft im Halbfinale der Fußball-Afrikameisterschaft der Frauen 2002, wodurch die Qualifikation für die WM 2003 verpasst wurde.
In der Qualifikation für die Olympischen Spiele in Athen 2004 erzielte Modise am 12. März 2004 in Pretoria beim 2:2 gegen Afrika-Meister Nigeria zwei Tore, die aber nicht zur Qualifikation reichten, da Nigeria das Rückspiel mit 1:0 gewann. Zusammen mit der Nigerianerin Perpetua Nkwocha wurde sie als einzige Afrikanerinnen für die Wahl zur FIFA-Weltfußballerin des Jahres 2005 nominiert, deren Wahl letztendlich Birgit Prinz gewann.
Auch bei der Fußball-Afrikameisterschaft der Frauen 2006 scheiterte sie mit der Nationalmannschaft im Halbfinale, wodurch die Qualifikation für die WM 2007 verpasst wurde. Im Spiel um Platz 3 gelang ihr beim 2:2 gegen Kamerun ein Tor und durch den Sieg im Elfmeterschießen wurden die Südafrikanerinnen Dritte.
Im April 2007 wurde sie für das Spiel der „FIFA Women’s World Stars“ gegen die Chinesische Fußballnationalmannschaft der Frauen aus Anlass der Gruppen-Auslosung für die WM 2007 nominiert.
Im November 2008 erklärte sie nach Differenzen mit Nationaltrainer Augustine Makalakalane, dass sie nicht länger für Südafrika spielen wolle, nachdem sie nicht für die 6. Afrikameisterschaft der Frauen berücksichtigt worden war.
Im Oktober 2011 konnte sich Südafrika erstmals für die Olympischen Spiele in London 2012 qualifizieren. Im April 2012 erklärte sie sich bereit, erneut für Südafrika zu spielen, nachdem Joseph Mkhonza den Posten als Nationaltrainer übernommen hatte. Mit bis dahin 71 Toren in 92 Länderspielen fuhr sie nach London. Bei den Olympischen Spielen wurde sie in den drei Gruppenspielen eingesetzt. In ihrem ersten Spiel verloren die Südafrikanerinnen gegen Schweden mit 1:4, wobei Modise das Tor zum zwischenzeitlichen 1:3 durch einen Schuss vom Mittelkreis gelang und dafür sogar Applaus der schwedischen Fans erhielt. Nach einem 0:3 gegen Kanada erreichten sie durch ein torloses Remis gegen Weltmeister Japan aber einen Achtungserfolg.
Im November 2012 wurde sie für die Wahl zu Afrikas Fußballerin des Jahres nominiert.
Am 18. Oktober 2014 erzielte sie bei der Fußball-Afrikameisterschaft der Frauen 2014 im mit 5:1 gewonnenen Gruppenspiel gegen Algerien als erste Afrikanerin in ihrem 117. Länderspiel ihr 100. Länderspieltor. Die Südafrikanerinnen verloren dann aber zunächst das Halbfinale gegen Nigeria mit 1:2 und dann auch im Spiel um Platz 3 erstmals gegen die Elfenbeinküste und verpassten damit die WM 2015.
Am 19. Mai 2015 erklärte Modise ihr Karriere-Ende als aktive Spielerin. Insgesamt spielte sie 124-mal für die Banyana Banyana und erzielte 101 Tore. Damit blieb sie bis zum 28. März 2015 südafrikanische und afrikanische Rekordnationalspielerin. Dann wurde sie von ihrer früheren Mitspielerin Janine van Wyk abgelöst, die beim Spiel gegen Kamerun mit ihrem 125. Länderspiel den Rekord überbot.

## Erfolge
- Olympiateilnahme 2012
- Fußball-Afrikameisterschaft der Frauen: Vizemeister 2008 und 2012, Dritter 2006 und 2010